# Go-Back-N ARQ
Le Go-Back-N ARQ est un type de méthode Automatic Repeat-reQuest (ARQ) dans lequel l'émetteur envoie un certain nombre de trames, regroupées en une fenêtre, sans recevoir d'acquittement (ACK) de la part du destinataire pour chaque trame (à l'inverse du Stop-and-wait ARQ, par exemple).
À chaque trame reçue, le destinataire garde en mémoire le numéro de la prochaine trame qu'il s'attend à recevoir ; il envoie ce numéro avec l'ACK qu'il émet alors. Le destinataire éliminera toute trame reçue qui ne possède pas le numéro attendu, soit parce qu'il s'agit d'une copie de la trame précédente ou parce que la trame attendue s'est perdue. Une fois que l'émetteur a envoyé toutes les trames de sa fenêtre, il va s'intéresser aux ACKs reçus et, éventuellement, remarquer que tous les paquets émis depuis la première perte sont toujours attendus par le destinataire. Il reviendra alors en arrière et émettra une nouvelle fenêtre de trames à partir de la première perte.
La taille de la fenêtre d'émission ne doit pas être supérieure au numéro de trame maximum possible afin que le mécanisme de retransmission fonctionne dans tous les cas.
Le Go-Back-N ARQ utilise plus efficacement les ressources du canal de transmission que le Stop-and-wait ARQ dans la mesure où l'émetteur n'a pas à attendre d'acquittement après chaque envoi de trame. Autrement dit, pendant le temps qui aurait été perdu à attendre des ACKs, davantage de paquets sont envoyés. Cependant, cette méthode provoque des renvois inutiles de trames, puisque dès qu'une trame ou que l'ACK correspondant est perdu, la trame en question, ainsi que toutes les trames suivantes (même si elles ont été bien reçues), sont renvoyées.
Afin de gagner en efficacité, on utilise généralement le Selective Repeat ARQ ou l'Hybrid ARQ.